# Ampelisca birulai
Ampelisca birulai is een vlokreeftensoort uit de familie van de Ampeliscidae. De wetenschappelijke naam van de soort is voor het eerst geldig gepubliceerd in 1909 door Brüggen.